# Aymon de Chissé l'Ancien
Pour les articles homonymes, voir Aymon de Chissé, Aymon Ier et Aymon II.
Aymon de Chissé, mort le 26 décembre 1427, est un prélat français de la fin du XIVe siècle et du début XVe siècle, évêque de Grenoble, sous le nom d’Aymon Ier, puis de Nice, sous le nom d’Aimond II.
Il est l'un des quatre membres de la famille de Chissé occupant le siège épiscopal de Grenoble entre 1337 et 1450.
Lors d'un colloque international (1980), l'historien Louis Binz l'appelle Aymon de Chissé le vieux (on trouve également l'aîné) pour le distinguer de son neveu, Aymon de Chissé, dit le jeune, avec qui il permute son siège de Grenoble pour celui Nice.

## Biographie

### Origines
La date de naissance d'Aymon (Aimon) de Chissé n'est pas précisément connue (Aymo de Chissiaco), mais il semble être né vers le milieu du XIVe siècle, au château de Chissé, près de Sallanches. Son père, Gérard de Chissé, est trésorier général de Savoie,.
Il est issu des seigneurs de Chissé, originaires de Faucigny, alors possession des dauphins de Viennois, et qui ont donné quatre évêques de Grenoble, entre 1337 et 1450,,,.
Il est le cousin de Rodolphe de Chissé, évêque de Grenoble (1350-1380), nommé archevêque-comte de Tarentaise et de François de Conzié, évêque de Grenoble (1380-1388). Il a pour neveu Aymon de Chissé, évêque de Nice, avec qui il permute de siège,.

### Carrière ecclésiastique
Aymon est prieur de Megève (Megenta) lorsqu'il élu, en 1388, par le chapitre de Notre-Dame au trône épiscopal de Grenoble,, sous le nom d'Aymo Ier. Son élection est confirmée par l'antipape Clément VII le 19 janvier 1388. Son activité est connue à travers les comptes rendus de ses visites pastorales ou encore la publication de statuts synodaux (Paravy, 1993).
Le pape « par une bulle du 23 mars 1388, [unit] le décanat de Savoie à la mense épiscopale de Grenoble »,.
Dès le mois de février 1393, Aymon entreprend d'unir le prieuré de Saint-Martin-de-Miséré (Montbonnot-Saint-Martin) à la prévôté de Montjoux (diocèse de Sion), ce que la médiéviste Anne Lemonde qualifie de « décision inouïe même quarante ans après la paix qui avait mis fin à plusieurs siècles d'affrontement delphino-savoyard ».
Il obtient du nouveau gouverneur du Dauphiné, Jacques de Montmaur, que ce dernier lui fasse hommage, en mars 1393,. Cependant le contexte voit le recul du pouvoir épiscopal face à l'accroissement du pouvoir politique. D’un fonctionnement de dyarchie, l'entrée dans le giron français fait évoluer l'équilibre des pouvoirs jusqu'à ce que, cinquante ans plus tard, l'un de ses successeurs prête hommage au dauphin.
Il participe, aux côtés de l'évêque de Valence et de Die, Jean de Poitiers, au concile de Paris, en 1394, afin de régler la succession du pape Clément VII et mettre fin au Schisme.
Le prélat aime les arts et il fait construire dans le sanctuaire de la cathédrale un mausolée en sculpture gothique, destiné à recouvrir la dépouille mortelle des évêques de Grenoble. Durant son épiscopat, la première horloge publique de Grenoble est mise en service le 23 juin 1398 dans le clocher de l'église Saint-André. en 1424, Aymon de Chissé fait bâtir l'hôpital Notre-Dame dans la rue Chenoise à Grenoble.
Il parcourt inlassablement son diocèse en visites pastorales, avec une attention vigilante à la situation de son clergé comme en témoignent les procès verbaux de ces visites de 1399 à 1414. Il rédige en 1415 les statuts synodaux, qui couronnent son œuvre réformatrice et pastorale. Ces statuts comblent l'absence de guide où les curés de province puissent trouver des réponses à la fois élémentaires et fondamentales à leurs questions, et devient un véritable manuel du curé de paroisse d'une grande valeur,.
Le 9 août 1424, il fonde l'hôpital Notre-Dame de Grenoble. S'il se réserve l'administration, il précise qu'à sa mort l'hôpital relèvera des consuls de la ville,. Il s'agit du dernier acte connu de l'évêque, souffrant.

### Fin de vie
La santé d'Aymon de Chissé est fragile, elle ne lui permet plus de faire des visites pastorales. C'est la raison de son absence au XVIe concile œcuménique de Constance.
L'historien Auguste Prudhomme (1888) indique, par ailleurs, que l'évêque souhaite « passer ses derniers jours sous un ciel plus clément ». Il obtient alors l'autorisation par le pape Martin V, le 24 octobre 1427, de permuter avec son neveu Aymon de Chissé, évêque de Nice,,.
Cependant, la peste est présente à Grenoble et dans la région à cette période, Aymon de Chissé s'est réfugié au château épiscopal de Saint-Hilaire-du-Touvet. Le 3 octobre 1427, le roi Charles VII, constatant la vacance du siège épiscopal, demande au Conseil delphinal de prendre des mesures.
Aymon de Chissé meurt le 26 décembre 1427, probablement dans le château épiscopal, avant d'avoir pu occuper le siège de Nice. L'auteur de l'Histoire des diocèses de France (1984) dédié à Nice résume son épiscopat, mais aussi celui de son neveu ainsi « Aimon Ier et Aimon II de Chissé qui ne laissent comme souvenir que leur nom ». Cependant, le fait qu'au XXIe siècle, un pavillon du centre hospitalier universitaire Grenoble-Alpes qui accueille le Centre de la douleur, porte toujours son nom, nuance ce point de vue.